# Fercal
Fercal ist eine Unterlage für Reben zur biotechnischen Bekämpfung der Wurzelreblaus von reblausanfälligen Sorten (Vitis vinifera). Sie zeichnet sich besonders durch die sehr hohe Kalkverträglichkeit und die gute Trockenheitsresistenz aus. Keine derzeit bekannte Unterlagensorte verträgt so viel Kalk.

## Abstammung
Fercal ist eine Kreuzung von (Vitis berlandieri × Ugni Blanc) 1B × Richter 31 die am Institut national de la recherche agronomique (INRA) in Bordeaux, von Roger Pouget 1958/1959 gezüchtet wurde.
- Richter 31 = Berlandieri Resseguiere 2 × Novo Mexicana (= Riparia × Rupestris × Candicans)

## Ampelografische Merkmale
- Ausgewachsenes Laubblatt: nierenförmig mit u-förmiger Stielbucht
- Triebe: starke Geiztriebbildung – ist ungünstig für die Schnittrebenproduktion
- einjähriges Holz: kastanienbraun, behaart
- Blüte: weiblich
- Trauben: klein, mit kleinen runden, schwarz-blauen Beeren

## Eigenschaften – Verwendung
Fercal verleiht der aufgepfropften Edelsorte ein mittelstarkes Wachstum. Ihre wichtigste Eigenschaft ist, dass sie sehr hohen Kalkgehalt im Boden von bis zu 60 % (Gesamtkalk) verträgt. Einen Aktivkalkanteil von bis zu 40 % bzw. einen Chlorose-Index (Indice de Pouvoir Chlorosant = IPC) Wert bis zu 120, ohne Chlorose zu induzieren. Sie besitzt eine gute Trockenheitsresistenz, aber auch Staunässe im Frühjahr wird gut vertragen. Schwere Böden sind für 'Fercal' ungünstig. Besonders auf Böden mit hohem Kaliumgehalt hat Fercal Aufnahmeprobleme mit dem Nährstoff Magnesium und neigt daher leicht zu Magnesiummangel.
Wegen ihrer besonderen Eigenschaften wird sie als Unterlage auf sehr kalkreichen Böden verwendet. Die auf solchen Standorten verwendete Unterlage 41 B Millardet et de Grasset wird heute durch 'Fercal' ersetzt. Auch weniger kalkreichen Böden sind für Fercal geeignet. Das gilt besonders für chloroseanfällige Rebsorten und für Standorte, die häufig unter Trockenheit leiden.